# الوليد بن أبان الكرابيسي
الوليد بن أبان الكرابيسي المتكلم المعتزلي أحد الأئمة. أخذ عنه الكلام حسين الكرابيسي.تاب عن الاعتزال في آخر حياته ورجع إلى مذهب أهل الحديث. توفي سنة أربع عشرة ومائتين.  

## موقفه من الجهمية
كان بشر المريسي يخرج إلى ناحية الزابيين ليغتسل، ويتطهر وكان به المذهب، قال فمضى وليد الكرابيسي إليه وهو في الماء. فقال: مسألة؟ قال وأنا على هذه الحال؟ فقال له نعم. فقال: أليس رووا عن النبي - صلى الله عليه وسلم - أنه «كان يتوضأ بالمد ويغتسل بالصاع»، فهذا الذي أنت فيه إيش؟ قال: إبليس يوسوس لي، ويوهمني أني لم أطهر. قال: فهو الذي وسوس لك حتى قلت القرآن مخلوق.

## وفاته
توبته عند وفاته
أخبرنا عبد الرحمن مُحَمَّد الْقَزَّازُ قَالَ: أَخْبَرَنَا أَبُو بَكْرٍ أَحْمَدُ بْنُ علي بن ثابت الخطيب قال: أخبرنا أَبُو منصور مُحَمَّد بْن عيسى بْن عبد العزيز البزاز قَالَ: حَدَّثَنَا صالح بْن أَحْمَد بْن مُحَمَّد الحافظ قال: أخبرنا أحمد بن عبيد بن إبراهيم قال: حَدَّثَنَا عَبْدُ اللَّهِ بْنُ سُلَيْمَانَ بْنِ الأَشْعَثِ قال: سمعت أحمد بن سنان يقول: كان الوليد الكرابيسي خالي، فلما حضرته الوفاة قال لبنيه: تعلمون أن أحدا أعلم بالكلام مني؟ قالوا: لا، قال: فتتهموني؟ قالوا: لا، قال: أني أوصيكم، تقبلون؟ قالوا: نعم. قال: عليكم بما عليه أصحاب الحديث، فإني رأيت الحق معهم، لست أعني الرؤساء ولكن هؤلاء الممزقين. 